# Luciano Ruiz
Luciano Ruiz (Buenos Aires, 7 de Outubro de 1992) é um ator argentino.

## Novelas
- Como vos y yo (1999 - Canal 13)
- AgranDadytos (2000 - Canal 13)
- Cabecita (2000 - Canal 11; Telefe)
- Primícias (2000 - Canal 13)
- APone a Francella (2001 - Canal 11; Telefe)
- PH (2001 - Canal 9)
- Cuatro Amigas (2001 - Canal 11; Telefe)
- Enamorarte (2001 - Canal 11; Telefe)
- Yago (2001 - Canal 11; Telefe)
- Azul con Todas (2002 - Azul Television)
- CQC (2002 - Canal 13; Cuatro Cabezas)
- Maridos a Domicilio (2002 - Canal 11; Telefe)
- Kachorra (2002 - Canal 11; Telefe)
- Malandras (2003 - Canal 9)
- Soy Gitano (2003 - Canal 11; Telefe)
- Resistire (2003 - Canal 11; Telefe)
- Costumbres Argentinas (2003 - Canal 11; Telefe)
- Rebelde Way (2003 - Canal 2 America; Canal 9; Canal 11 Telefe; CMG) lindo
- Floricienta (2004 - Canal 13; Canal 11; Telefe)
- Chiquititas Sin Fin (2006 - Canal 11; Telefe ; CMG) ... Marcel Demont
- Hechizada (2007 - Canal 11; Telefe
- Patito Feo (2007 - Canal 13; Ideas del Sur,Televisa).

## Comerciais
- Produtos CEFA (Uruguai)
- Chicletes Big Big (Brasil)
- Sorvetes Pingüinos (Equador)
- Kellogg's (Estados Unidos)
- Jabon Tide (Estados Unidos)
- Detergente Dawn (Estados Unidos)
- Higienol (Chile)
- Pão Bimbo (Chile)
- Sabão Ala (Argentina)
- Editorial Santillana (Argentina)
- Answer Security Online (Argentina)
- Soleaditas (Argentina)
- Medicina Prepaga Euromedica (Argentina)
- Higienol (Argentina)
- Revista Genios (Argentina)
- Revista Billiken (Argentina)
- Juice Drop Chews (Argentina)
- Clarin.com (Argentina)
- Lanacion.com (Argentina)

## Cinema
- 1999 - "Furia Siniestra"
- 2001- "Rodrigo, la Pelicula"
- 2002- "Kiebre"
- 2004- "La ira de Dios"

## Teatro
- El sueño del Pibe
- La hija del Aire
- Chiquititas 2006

## Curiosidades
- Fue novio de Laura Natalia Esquivel.